# Гулиелмо Пепе
Гулиелмо Пепе (на италиански: Guglielmo Pepe) е италиански генерал и патриот.

## Биография
Гулиелмо Пепе е роден 13 февруари 1783 г. в Скуилаче, в Калабрия.
Той постъпва в армията в ранна възраст, но през 1799 г. участва в Неаполитанската република, вдъхновен от Френската революция. Докато се бие срещу войските на Бурбон, водени от кардинал Руфо, той е заловен и заточен във Франция. Той влиза в армията на Наполеон и служи с отличие в няколко кампании, включително тези в Неаполитанското кралство: първо при Джозеф Бонапарт, а по-късно при Йоаким Мурат.
След като командва неаполитанска бригада в полуостровната кампания, Пепе се завръща в Италия през 1813 г. с чин генерал, за да помогне за реорганизацията на неаполитанската армия. Когато новината за падането на Наполеон (1814) достига до Италия, Пепе и няколко други генерали се опитват, без успех, да принудят Мурат да даде конституция като единственото средство за спасяване на кралството от чуждо нашествие и завръщането на Бурбоните.
При бягството на Наполеон от Елба (1815), Мурат, след известно колебание, се поставя на страната на императора и води война срещу австрийците, а Пепе на неговия персонал. След няколко ангажимента неаполитанците бяха принудени да се оттеглят след битката при Толентино (в която Пепе участва) и в крайна сметка се съгласиха на Договора от Казаланца, според който Мурат трябваше да изостави кралството; но неаполитанските офицери запазват ранга си при Фердинанд IV, който сега си връща трона на Неапол.
Докато се занимава с потискане на разбойническите действия в Капитаната, Пепе организира карбонарите в национална милиция, възнамерявайки да ги използва за политически цели. Надяваше се, че кралят ще даде конституция; но когато тази надежда се провали, той обмисля завземането на Фердинанд, император на Австрия, и Метерних, които се очакваха в Авелино, за да ги принуди да въведат либерална конституция в Италия (1819). Схемата се разпадна в резултат на инцидент, но през следващата година избухна военно въстание, бунтовниците приветстваха краля и конституцията. Самият Пепе беше изпратен срещу тях; но докато решава кой курс да следва, Фердинанд обещава конституция (юли 1820 г.). Бунт в Сицилия, след като е репресиран, Пепе е назначен за генерален инспектор на армията.
Междувременно кралят, който нямал намерение да спазва конституцията, отишъл на конгреса в Лайбах, за да се посъветва със суверените на свещения съюз, събрани там, оставяйки сина си като регент. Кралят получи заем на австрийска армия, с която да възстанови абсолютната власт, докато регентът се забавляваше с либералите. Пепе, който в парламента се обяви за депозиране на краля, сега пое командването на армията и тръгна срещу австрийците. Той ги нападнал в Риети (март 1821 г.), но суровите му налози били отхвърлени.
Армията постепенно се разпуска. След това Пепе прекарва няколко години в Англия, Франция и други страни, публикувайки редица книги и брошури с политически характер и поддържайки връзката си с карбонарите. Когато революцията и войната от 1848 г. избухват в цяла Италия, Пепе се връща в Неапол, където отново е провъзгласена конституция. Той получи командването на неаполитанската армия, която трябваше да си сътрудничи с Пиемонт срещу австрийците. Когато обаче стигна до Болоня, кралят, който вече беше променил решението си, отзова него и войските си. Пепе, след като се поколеба между желанието си да се бори за Италия и клетвата си пред краля, подаде оставка в комисията си в неаполитанската служба и прекоси река По с 2000 доброволци, за да участва в кампанията. След доста боеве във Венеция той се присъединява към Манин при обсадата на Венеция и поема командването на отбраняващата се армия. Когато градът беше принуден от глад да се предаде на австрийците, Пепе и Манин бяха сред изключените от амнистията.
Той отново отива в изгнание и умира в Торино през 1855 година.
|  | Тази страница частично или изцяло представлява превод на страницата Guglielmo Pepe в Уикипедия на английски. Оригиналният текст, както и този превод, са защитени от Лиценза „Криейтив Комънс – Признание – Споделяне на споделеното“, а за съдържание, създадено преди юни 2009 година – от Лиценза за свободна документация на ГНУ. Прегледайте историята на редакциите на оригиналната страница, както и на преводната страница, за да видите списъка на съавторите. ВАЖНО: Този шаблон се отнася единствено до авторските права върху съдържанието на статията. Добавянето му не отменя изискването да се посочват конкретни източници на твърденията, които да бъдат благонадеждни. |